# Viasat
Viasat est une entreprise américaine spécialisée dans les télécommunications par satellite.
Viasat se classait en 2023 au 73e rang mondial pour la production d'armement.

## Historique
En novembre 2021, Viasat annonce l'acquisition d'Inmarsat pour 7,3 milliards de dollars américains, en grande partie par échange d'actions et reprise de dettes ayant ainsi une flotte de 19 satellites sur le spectre des bandes Ka, L et S – avec 10 autres satellites qui devraient être lancés au cours des trois prochaines années - et devient le premier opérateur en orbite géostationnaire,.